# Villa Webber
Villa Webber è una villa in stile neomoresco del XIX secolo situata a La Maddalena, nel nord della Sardegna. Fu costruita sul punto più alto dell'arcipelago dall'inglese James Philipps Webber tra il 1855 e il 1857 e fu abitata dalla sua famiglia fino al 1928. Nel 1943 venne trasformata in luogo di prigionia per Benito Mussolini. Dopo la prigionia a Villa Webber dal 7 al 27 agosto, Mussolini fu trasferito al Gran Sasso d'Italia, dove fu poi liberato dagli alleati tedeschi.
Villa Webber è attualmente in stato di abbandono.

## Descrizione

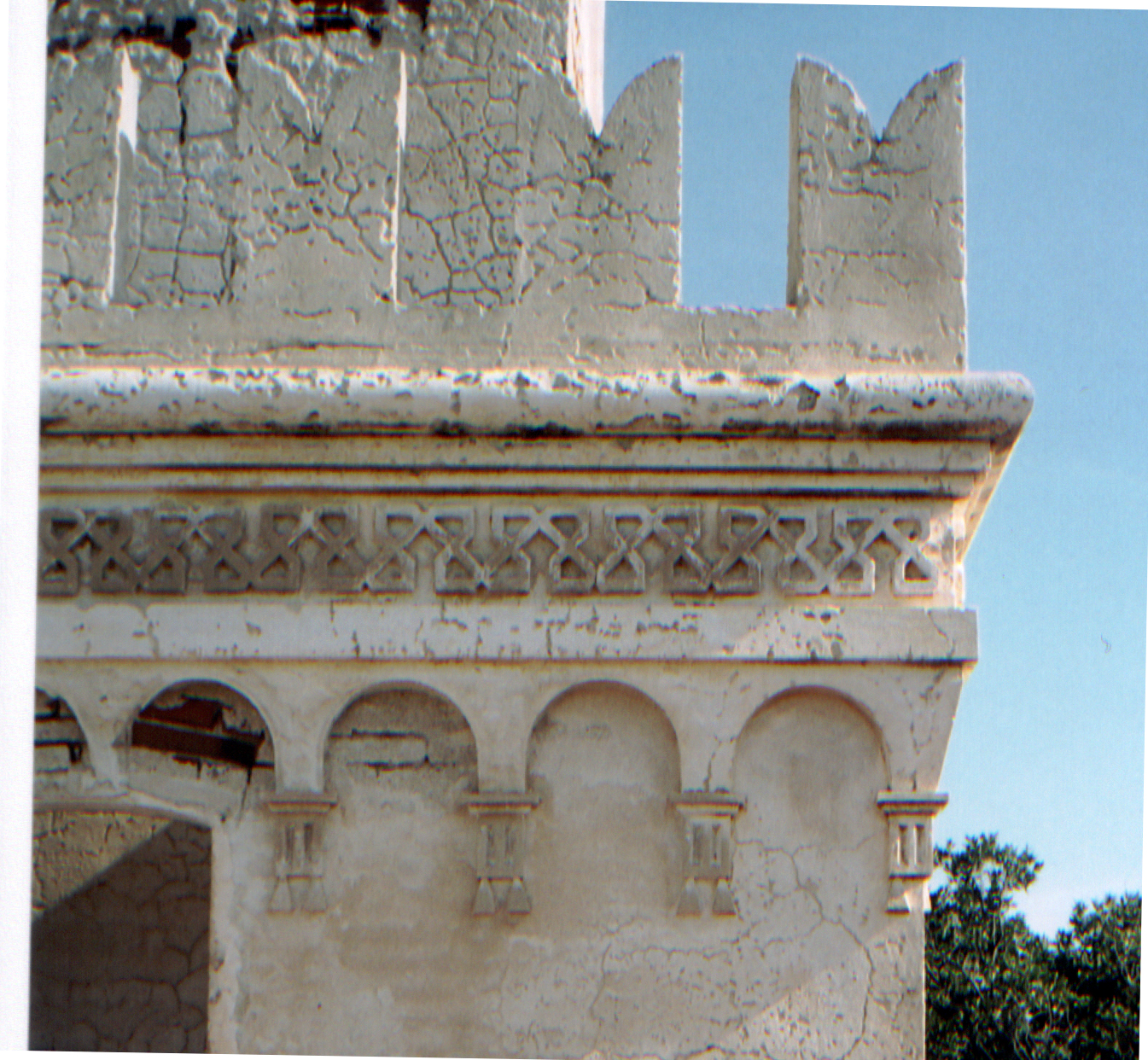
Particolare

Inizialmente la villa fu costruita come fortezza, circondata da mura di spesse pietre, alcune delle quali raggiungevano i 7 metri di altezza. La Villa ha più ambienti, finestre ad arco, archi a sesto acuto e vista sul mare attorno. Disposta su due livelli, ha una superficie totale di 80.000 metri cubi, di cui 55.000 costituiti da camere e zone giorno e i restanti 25.000 metri cubi, erano adibiti alla sistemazione alberghiera degli ospiti. Il piano terra ospitava una zona pranzo, con cucina e stanze per la servitù della villa, mentre il secondo e ultimo piano aveva una sala da pranzo separata, con oltre 20 dipinti, una biblioteca e alloggi per gli ospiti.

## Il giardino

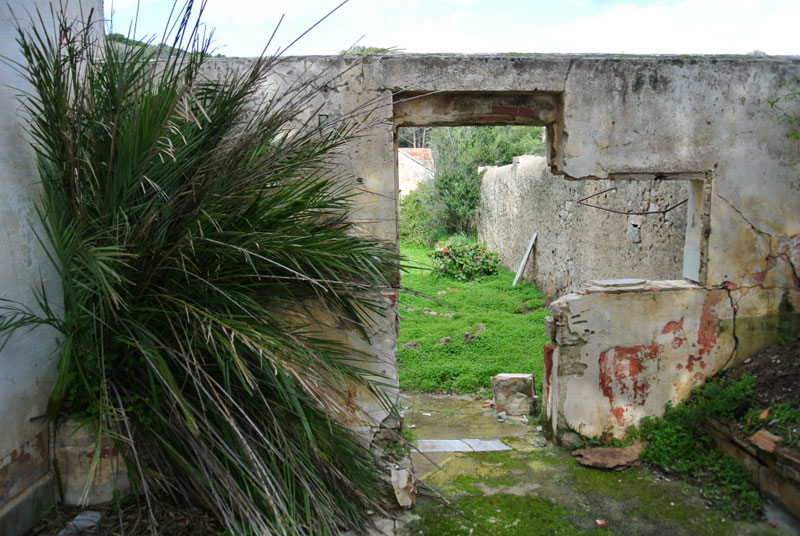
Porta del giardino

La villa è circondata da un ampio giardino, originariamente ricco di piante provenienti da tutto il mondo, raccolte da James Webber durante i suoi viaggi. Nel 1882 il giardino veniva descritto come contenente: due giardini di agrumi; quattro aree quadrate per l'agricoltura invernale; un'area destinata alle piante da frutto; un uliveto; e pini selvatici. La villa era dotata anche di un sistema di canalizzazione collegato ad un grande serbatoio che conteneva migliaia di ettolitri, tuttora sopravvissuto. Del giardino e delle piante originarie restano alberi secolari, ginepri, lecci, ulivi, pini e piante tipiche della macchia mediterranea.

## Galleria d'immagini

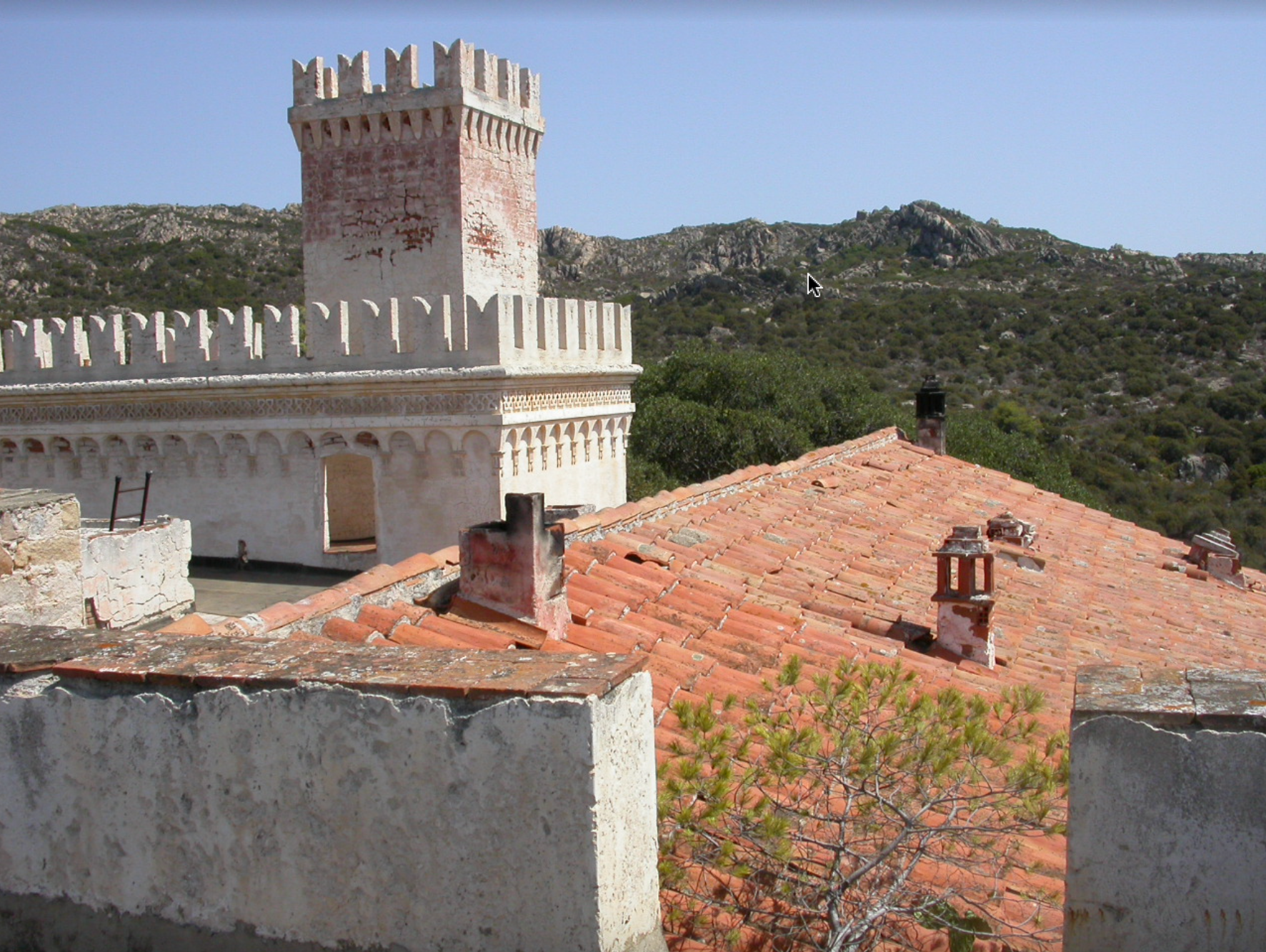
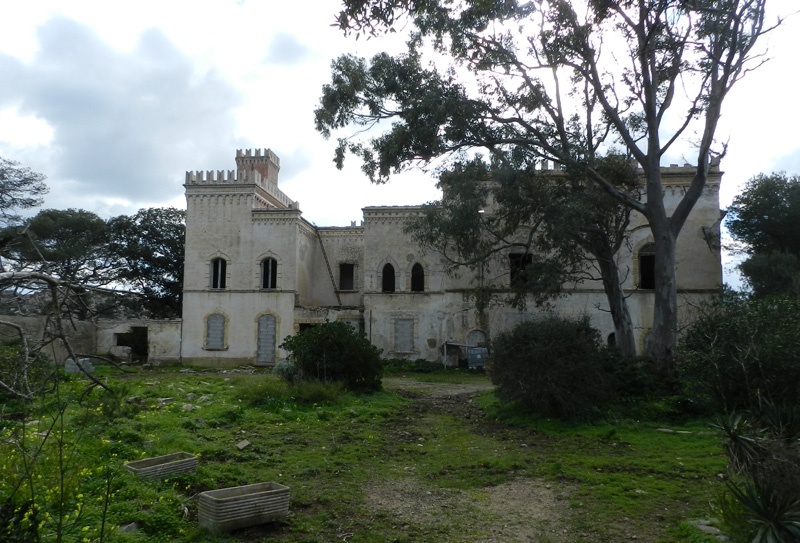
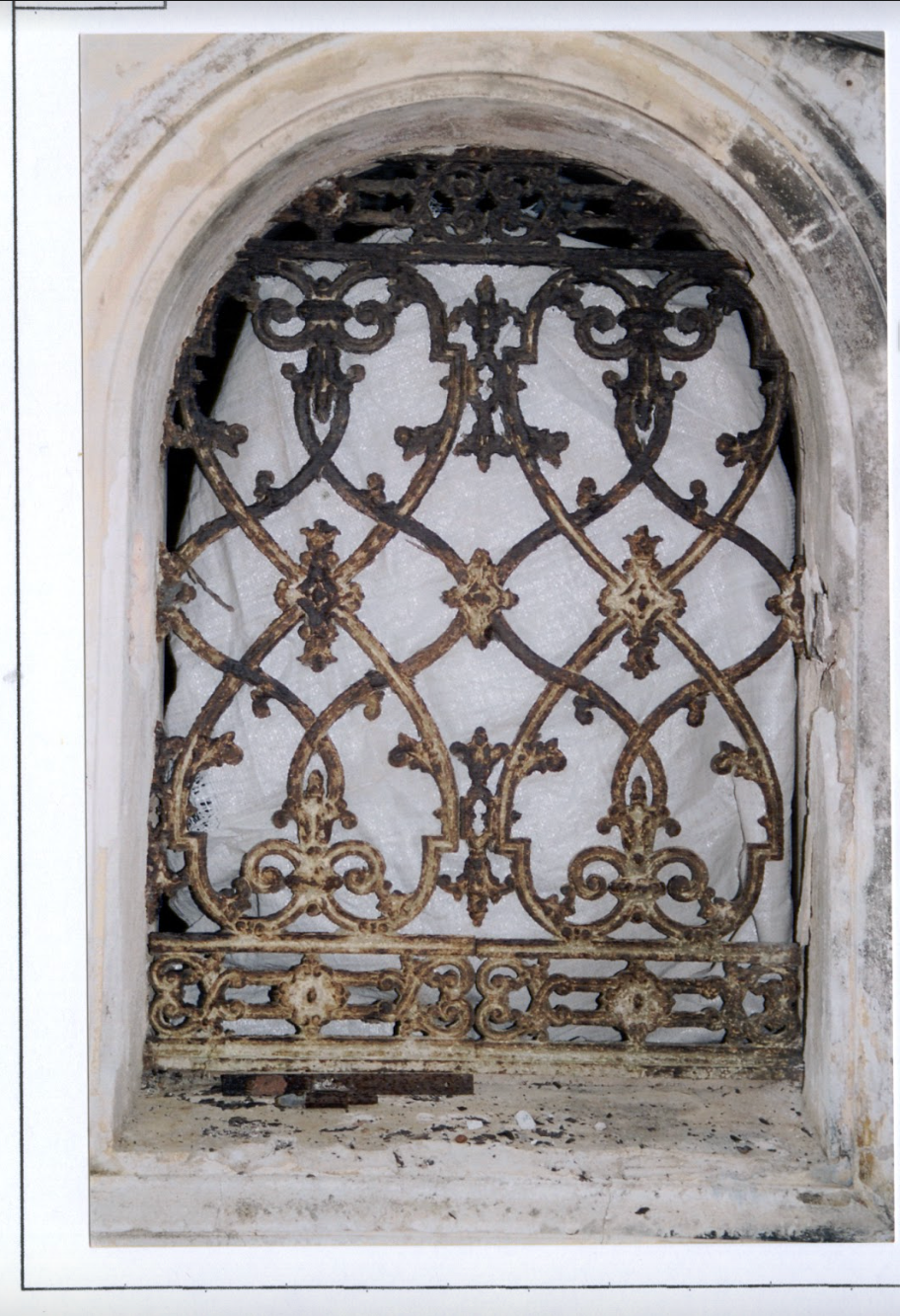
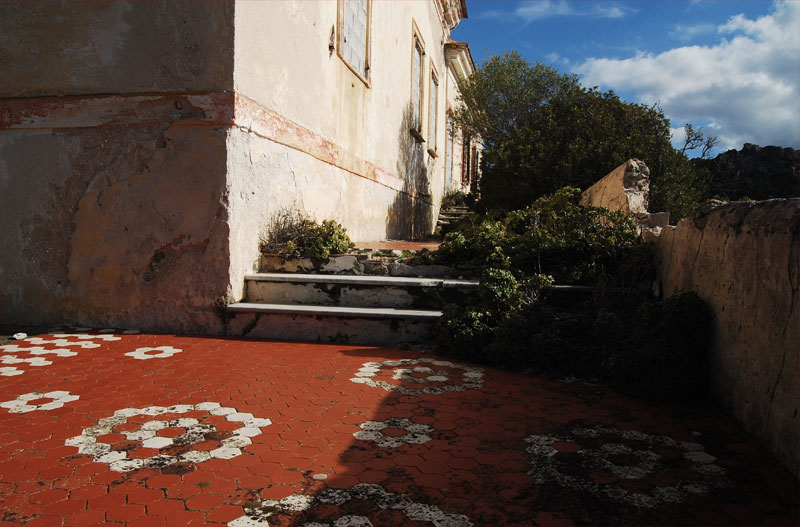